# Ramal de Dourados (Estrada de Ferro Sorocabana)
O Ramal de Dourados da Estrada de Ferro Sorocabana era uma ferrovia paulista, que ligou a cidade de Presidente Prudente com a cidade de Euclides da Cunha Paulista, passando por Teodoro Sampaio no extremo Oeste Paulista.
O ramal de Dourados foi projetado em 1953 pela Sorocabana, para chegar a Dourados, no (hoje) estado de Mato Grosso do Sul, para aproveitar o potencial madeireiro da região ainda desabitada e ter um transporte mais fácil para os grandes centros. O projeto que não avançou até o seu ponto final, originalmente chegaria na margem esquerda do rio Paraná, em Rosana e a travessia seria feita por balsas até a outra margem. Posteriormente, já sob administração da FEPASA, o projeto da travessia seria feito sobre a barragem da Usina Hidrelétrica de Porto Primavera, entrando no estado do Mato Grosso do Sul e seguindo até Dourados.
Somente em 1958 a linha foi aberta em seu primeiro trecho, até o território do atual município de Mirante do Paranapanema (Estação Engenheiro Murgel). Em 1961, chegou a Teodoro Sampaio e somente em 1965 atingiu o que viria a ser seu ponto final, Euclides da Cunha Paulista, ainda no Estado de São Paulo. 
Os trens de passageiros da Fepasa trafegaram até outubro de 1978, quando foram suprimidos. Os cargueiros, depois de dois anos de interrupção voltaram a trafegar em 1980, mas em 1986 a linha para além de Pirapozinho já estava completamente desativado.
Em 1988 todo o ramal estava desativado, e em 1998 os trilhos foram retirados.